# Inga-Lill Askersjö
Britt Inga-Lill Askersjö, född 31 januari 1958, är en svensk jurist. Sedan 2014 är hon justitieråd i Högsta förvaltningsdomstolen.
Inga-Lill Askersjö avlade juris kandidatexamen 1988 och fullgjorde tingstjänstgöring 1988–1991. Därefter blev hon fiskal och senare assessor i Kammarrätten i Stockholm, och arbetade som jurist på Datainspektionen och Finansinspektionen. Hon var rättssakkunnig och kansliråd i Finansdepartementet 1997–2004 samt enhetschef på rättsavdelningen på Skatteverket 2004–2006. Askersjö återvände därefter till domarbanan som chefsrådman i Förvaltningsrätten i Stockholm 2006–2010 och lagman i Kammarrätten i Stockholm 2011–2012.
Hon var rättschef och chef för Skatteverkets rättsavdelning 2012–2014, innan hon av regeringen den 15 maj 2014 utnämndes till justitieråd i Högsta förvaltningsdomstolen.